# Gulf of Sollum
Gulf of Sollum är en bukt i Egypten. Den ligger i den nordvästra delen av landet, 600 km väster om huvudstaden Kairo.